# Agnieszka Rucińska

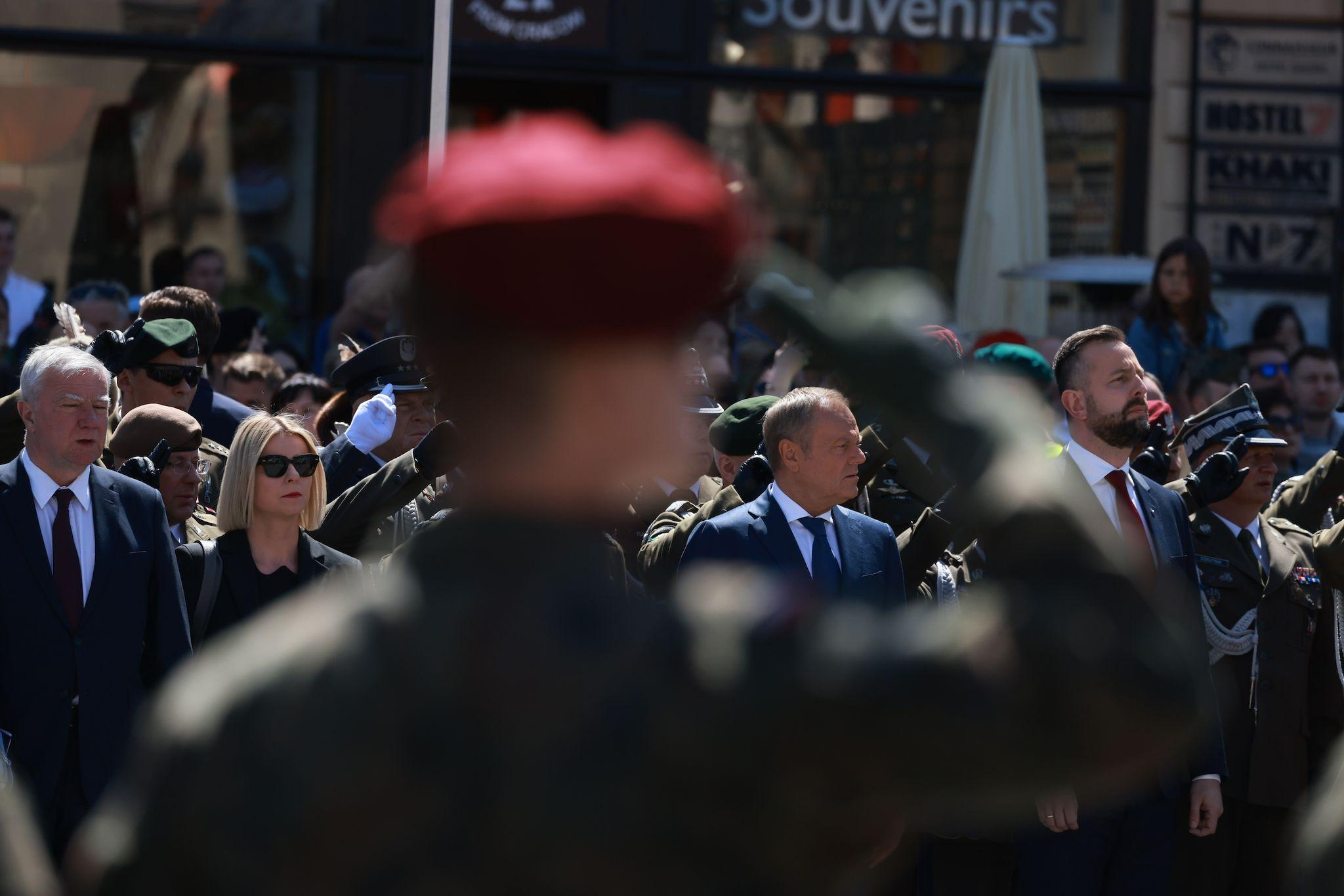
Agnieszka Rucińska (druga z lewej) podczas obchodów 80. rocznicy Bitwy o Monte Cassino w Krakowie

Agnieszka Rucińska (ur. 1 listopada 1981 w Siedlcach) – polska dziennikarka i urzędniczka państwowa, od 2023 podsekretarz stanu w Kancelarii Prezesa Rady Ministrów.

## Życiorys
Córka Edwarda i Teresy. Pracowała w programie pierwszym Polskiego Radia, prowadziła także rozmowy z politykami w audycji Bez pudru w Polskim Radiu 24. W 2010 roku została korespondentką sejmową w Informacyjnej Agencji Radiowej, z której odeszła w styczniu 2017 roku. W tym samym roku rozpoczęła współpracę z Platformą Obywatelską, zajmowała się m.in. prowadzeniem profilu na Facebooku Platforma News. Kierowała następnie biurem prasowym partii.
21 grudnia 2023 roku została powołana na stanowisko podsekretarza stanu w Kancelarii Prezesa Rady Ministrów.